# Dai Viet

Mapa del sureste asiático en 1400. Dai Viet se correspondía al norte del actual Vietnam.

Dai Viet (en vietnamita: 大越, romanizado: Đại Việt, lit. 'Gran Viet', pronunciación en vietnamita: /[ɗâjˀ vjət]/) es el nombre que tuvo el actual Vietnam durante dos períodos, fechados de 1054 a 1400, y de nuevo desde 1428 hasta 1804. A partir del gobierno de Ly Tai Tó (r. 1054-1072), el tercer rey de la dinastía Lý hasta que el reinado de Gia Long (r. 1802-1820), el primer rey de la dinastía Nguyen. Fue el segundo nombre utilizado durante más tiempo, tan solo por detrás de "Văn Lang".

## Historia
Anteriormente, durante el reinado de Đinh Bộ Lĩnh (r. 968-979), el país se había remitido al nombre oficial de «Dai co Viet» (en vietnamita: 大瞿越, romanizado: Đại cồ Việt, lit. 'Pueblo del Gran Viet'). "Cồ" (chữ Nôm: 𡚝; chữ Hán: 瞿) es un sinónimo de 大. El término «Viet» es afín con la palabra china «Yue», un nombre que se aplica en la antigüedad para diversos grupos no chinos que vivían en lo que hoy es el sur de China y el norte de Vietnam. En 1010 Ly Tai Tó, fundador de la dinastía Lý, trasladó la capital de Dai co Viet a Thang Long (Hanói) y construyó la ciudadela imperial de Thang Long, donde la ciudadela de Hanói fue construida posteriormente.
En 1054, Lý Thang Tong —el tercer rey Lý— cambió el nombre del país a Dai Viet. En 1149 la dinastía Lý abrió el puerto marítimo de Vân Đồn en la provincia nor-oriental moderna de Quang Ninh, para el comercio exterior.
En 1400, el fundador de la dinastía Ho, Ho Quý Ly, cambió el nombre del país a «Dai Ngu» (大虞). En 1407, Vietnam quedó bajo el dominio de la dinastía Ming, que duró hasta 1427, se cambió el nombre del área por «Giao Chi». En 1428, Lê Loi, el fundador de la dinastía Lê, liberó la zona de Giao Chỉ y una vez restaurado el reino, lo renombró como «Dai Viet».
El nombre «Dai Viet» llegó a su fin cuando la dinastía Nguyen tomó el poder. El nombre del país fue cambiado oficialmente una vez más, en 1804, esta vez a «Viet Nam» (越南) de la mano del reinado de Gia Long.

## Otros usos del nombre
El nombre Dai Viet también fue utilizado por una de las facciones nacionalistas en la guerra de 1936.